# Unrotated Projector

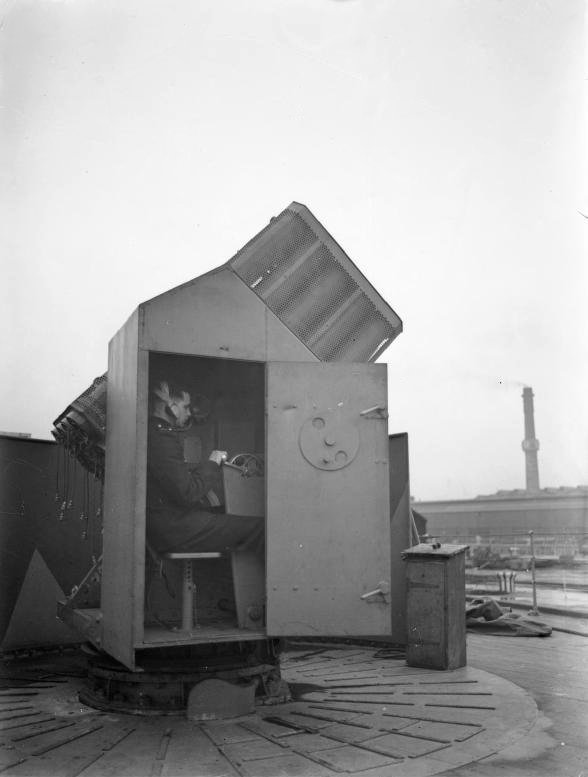
UP-Werfer auf der King George V

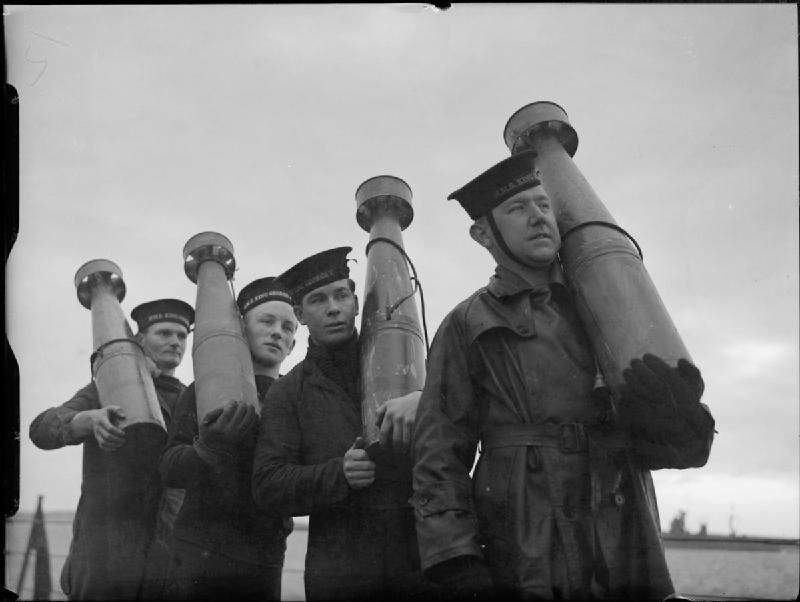
Mannschaftsmitglieder mit 7-inch-UP-Raketen

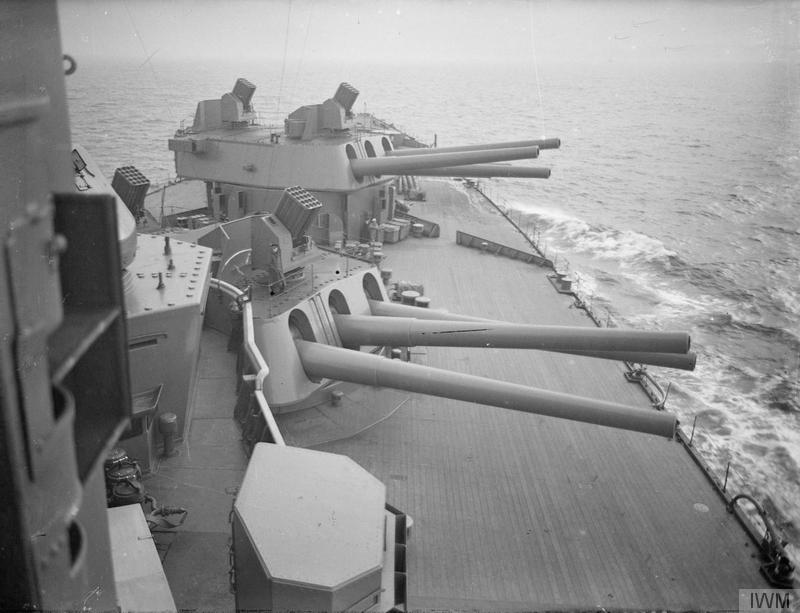
UP-Starter auf den Dächern der Türme B und X auf der Nelson, 1940

Unrotated Projector (deutsch Glattrohr-Werfer) bzw. Unrotated Projectile (deutsch. Glattrohr-Raketen), kurz UP, bezeichnet ein Flugabwehr-Raketen-Waffensystem, das während des Zweiten Weltkrieges von der Royal Navy verwendet wurde.

## Geschichte
In den späten 1930er-Jahren fehlte es den Briten an einer mittleren Flugabwehrwaffe zur Unterstützung der 2-Pfünder-FlaK. Die UP Mark I war eine kleine Rakete, die für diesen Zweck konstruiert worden war und auf vielen großen Schiffen der Royal Navy im Zweiten Weltkrieg eingesetzt wurde.

## Technik
Mit „Unrotated“ war das Rohr gemeint, das als Glattrohr der Rakete beim Start keinen Drall gab. Jeder Werfer bestand aus 20 Rohren, wobei normalerweise zehn gleichzeitig abgefeuert wurden. Zur Zündung des 76,2-mm-Raketenmotors wurde Kordit verwendet, das einen flügelstabilisierten 178-mm-Gefechtskopf etwa 330 m weit verschoss. Im Gefechtskopf befand sich die Sprengladung mit 238 g, die an 120 m langen Kabeln mit drei Fallschirmen langsam zu Boden sank. Der Gedanke dahinter war, dass ein Flugzeug, das das Kabel berührte, den Sprengkörper gegen den eigenen Rumpf schleudern sollte. Die Raketen waren schussbereit im Werfer gelagert. Der Untergang der Hood zeigte, dass diese Raketen stark brennbar waren.

## Einsatz
Als Flugabwehr-Waffensystem zeigten sich die UP-Werfer als ineffektiv, da die Ausrichtung auf das Ziel zu lange dauerte und die Sprengkörper leicht umflogen werden konnten. Des Weiteren dauerte das Nachladen sehr lang, und es bestand die Gefahr, dass die Sprengkörper bei ungünstigen Windverhältnissen zum eigenen Schiff hintrieben. Aus diesen Gründen wurde das Waffensystem noch vor dem Ende des Zweiten Weltkrieges auf allen verbliebenen Schiffen durch Flugabwehrkanonen ersetzt.

## Technische Daten
- Typ: ungelenkte Flugabwehrrakete
- Gefechtskopf: Luftmine an Fallschirmen mit 238 g Sprengstoff
- Reichweite (horizontal): 910 m
- Sinkrate der Luftmine: 5–7 m/s
- Länge: 813 mm
- Durchmesser Antrieb: 178 mm
- Durchmesser Gefechtskopf: 762 mm
- Gesamtgewicht: 4000 kg (20-Schuss-Werfer komplett)